# Ars Cantus
Ars Cantus è un'associazione culturale senza scopo di lucro fondata nel 1987 a Varese.
Nei primi 30 anni di attività, il Coro e Orchestra Ars Cantus ha tenuto oltre 650 concerti sinfonici, esibendosi in Italia, Austria, Francia e Svizzera, ed è stato ripreso più volte dalla RAI e da altre emittenti radio e TV.
L'organico attuale conta più di 200 elementi, suddivisi in coro di voci bianche, coro sinfonico e orchestra sinfonica. Direttore artistico è Giovanni Tenti.

## Storia
Il coro è stato fondato il 10 dicembre 1987 a Varese con l'obiettivo di diffondere la musica classica (in particolare italiana e sacra) e quelli della formazione artistico/musicale dei giovani nella società e nella scuola. Tali scopi vengono perseguiti promuovendo contatti e collaborazioni con le istituzioni pubbliche e diocesane. L’Associazione realizza ciò attraverso il proprio coro e la propria orchestra, formati entrambi in prevalenza da giovani.
Il 21 settembre 1997 il Coro e Orchestra Ars Cantus è chiamato a celebrare il 70º Anniversario della Fondazione della Provincia di Varese, dove, nella Basilica di San Vittore, esegue la Quinta Sinfonia di Beethoven e il Te Deum di Bruckner.
Per il Grande Giubileo del 2000, è invitato dalla Commissione del Vaticano a tenere due dei 57 concerti ufficiali: il 13 maggio in Santa Maria sopra Minerva, per l'80º compleanno di Sua Santità Giovanni Paolo II; il 14 maggio nella Basilica di Santa Maria Maggiore, per la Giornata Mondiale delle Vocazioni, ripreso da RAI Sat.
Nel maggio 2003 è il primo gruppo sinfonico italiano ad essere ascoltato nella Basilica di Notre-Dame a Ginevra, con lo Stabat Mater di Poulenc, e nella Chiesa di Belfaux a Friburgo con il Requiem di Verdi.
Nel novembre 2004 l’Associazione partecipa a uno scambio con l'Orchestra Filarmonica di Volgograd, patrocinato da enti italiani e russi. Edward Serov, Artista del popolo della Federazione Russa dirige Ars Cantus in due concerti; Giovanni Tenti si reca a Volgograd per dirigerne la Filarmonica.
Il 29 ottobre 2005 il Coro e Orchestra Ars Cantus è anche invitato a tenere il Grande Concerto d'Inaugurazione della Cattedrale Nuova di Brescia dopo i restauri, andato in onda in diretta televisiva, eseguendo la Terza Sinfonia (Eroica) di Beethoven e il Te Deum di Verdi.
Nel 2007, a 20 anni dalla fondazione, l'Associazione Ars Cantus tiene due concerti, il 7 luglio nella fabbrica dell'Azienda Aeronautica Aermacchi e l'8 luglio nei Giardini Estensi.
Nel 2009 segna un anno molto importante per l'Associazione, che viene invitata ad esibirsi al Musikverein di Vienna nella Goldener Saal. In occasione della tournée nella capitale austriaca, il gruppo si esibisce portando il suo repertorio d'elezione: Verdi, Rossini, Puccini al Musikverein, la musica sacra (Messa di Gloria di Puccini) alla Minoritenkirche.
Da gennaio 2010, Ars Cantus è stata nominata Testimonial Ufficiale della Provincia di Varese.
Il coro e l'orchestra sono impegnati in tournée nel luglio 2013 a Strasburgo nella Cattedrale Cattolica e anche nella Chiesa Riformata di Saint-Paul. In particolare, il gruppo esegue una prima storica: le note de Le campane della Cattedrale di Strasburgo di Liszt risuonano per la prima volta nella cattedrale omonima.
In ottobre 2015, in sostituzione dell’Orchestra Sinfonica di Budapest, Ars Cantus si esibisce per le Serate Musicali di Milano.
Nel luglio 2015 e 2016 il coro e l'orchestra si esibiscono nel grande cortile del Castello Sforzesco di Milano, nell'ambito di Expo in Città.